# Michael Trummer
Michael Trummer (Zeitz, RDA, 31 de mayo de 1962) es un deportista alemán que compitió en piragüismo en la modalidad de eslalon. Ganó tres medallas de bronce en el Campeonato Mundial de Piragüismo en Eslalon entre los años 1991 y 1997, y una medalla de oro en el Campeonato Europeo de Piragüismo en Eslalon de 1996.

## Palmarés internacional
| Campeonato Mundial | Campeonato Mundial       | Campeonato Mundial | Campeonato Mundial |
| Año                | Lugar                    | Medalla            | Competición        |
| ------------------ | ------------------------ | ------------------ | ------------------ |
| 1991               | Tacen (Yugoslavia)       | Medalla de bronce  | C2 por equipos     |
| 1995               | Nottingham (Reino Unido) | Medalla de bronce  | C2 por equipos     |
| 1997               | Três Coroas (Brasil)     | Medalla de bronce  | C2 por equipos     |
| Campeonato Europeo |                          |                    |                    |
| Año                | Lugar                    | Medalla            | Competición        |
| 1996               | Augsburgo (Alemania)     | Medalla de oro     | C2 por equipos     |